# Лагус (микрорегион)

Лагус на карте.

Лагус (порт. Microrregião dos Lagos) — микрорегион в Бразилии, входит в штат Рио-де-Жанейро. Составная часть мезорегиона Байшадас-Литоранеас. Население составляет 	538 470	 человек (на 2010 год). Площадь — 	2017,298	 км². Плотность населения — 	266,93	 чел./км².

## Демография
Согласно сведениям, собранным в ходе переписи 2010 г. Национальным институтом географии и статистики (IBGE), население микрорегиона составляет:						
| Полное население                             | Полное население                             | Полное население                             | Полное население                             | 538 470 |
| -------------------------------------------- | -------------------------------------------- | -------------------------------------------- | -------------------------------------------- | ------- |
| в том числе:                                 | Городское население                          | 477 702                                      | Процент городского населения, %              | 88,71   |
|                                              | Сельское население                           | 60 768                                       | Процент сельского населения, %               | 11,29   |
|                                              | Мужское население                            | 263 815                                      | Процент мужского населения, %                | 48,99   |
|                                              | Женское население                            | 274 655                                      | Процент женского населения, %                | 51,01   |
| Плотность населения, чел/км²                 | Плотность населения, чел/км²                 | Плотность населения, чел/км²                 | Плотность населения, чел/км²                 | 266,93  |
| Население микрорегиона в % к населению штата | Население микрорегиона в % к населению штата | Население микрорегиона в % к населению штата | Население микрорегиона в % к населению штата | 3,37    |

## Статистика
- Валовой внутренний продукт на 2003 год составляет 8 913 239 094,00 реалов (данные: Бразильский институт географии и статистики).
- Валовой внутренний продукт на душу населения на 2003 год составляет 20 681,25 реалов (данные: Бразильский институт географии и статистики).

## Состав микрорегиона
В составе микрорегиона включены следующие муниципалитеты:
1. Араруама
2. Армасан-дус-Бузиус
3. Арраял-ду-Кабу
4. Кабу-Фриу
5. Игуаба-Гранди
6. Марика
7. Сакуарема
8. Сан-Педру-да-Алдея